# Dalejský potok

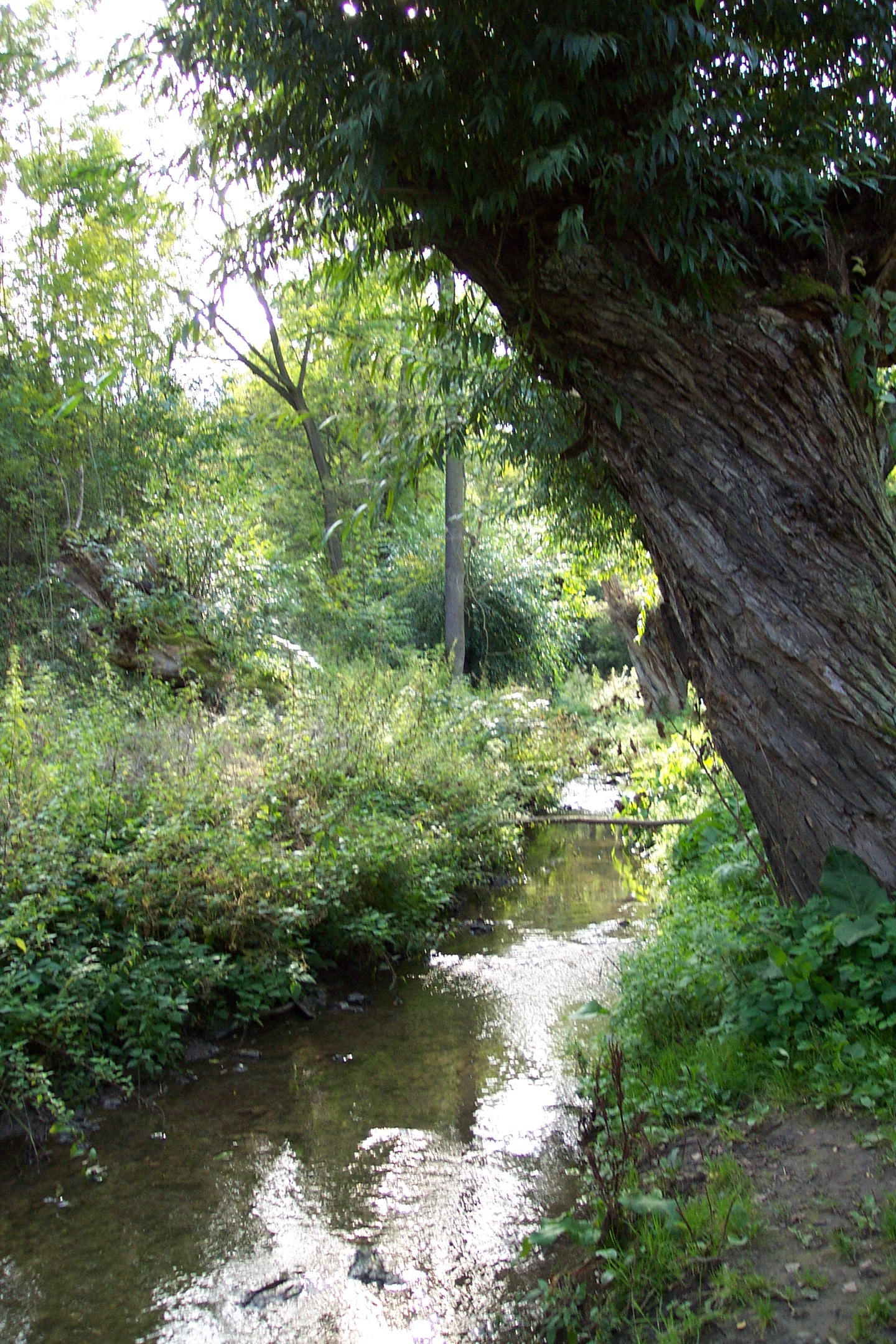
Dalejský potok nedaleko od Velké Ohrady, v přírodním údolí

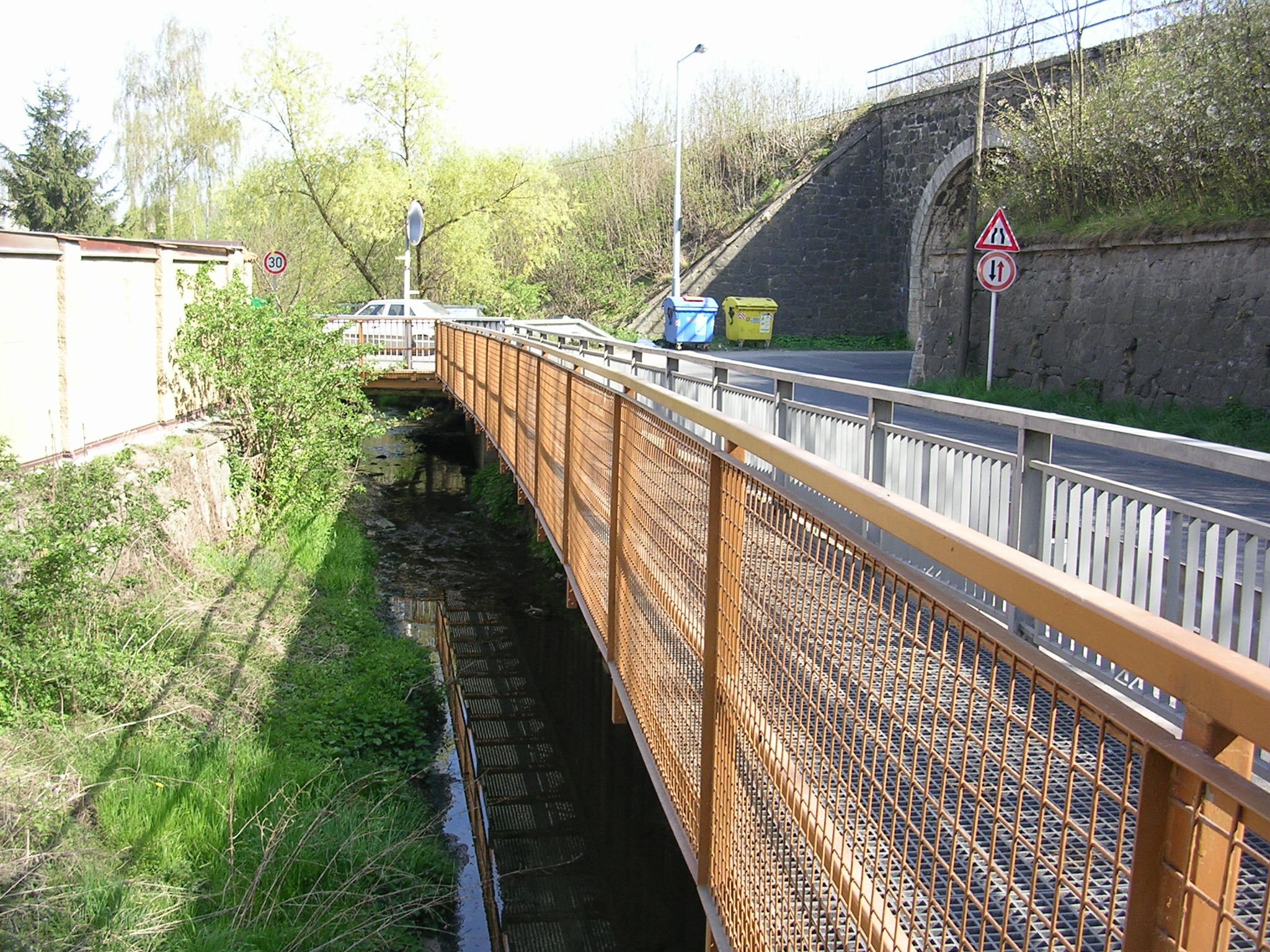
Převislý chodník nad potokem u Dalejské ulice v Řeporyjích

Dalejský potok pramení v Chrášťanech, teče přes Třebonice, kolem jižní hranice katastrálního území Stodůlky a skanzenu Řepora, přes Řeporyje (zprava se vlévá Jinočanský potok), Dalejským údolím (severní okraj Holyně), Prokopským údolím jižní částí katastrálního území Jinonice (na souběhu Dalejského s Prokopským údolím se vlévá zleva Prokopský potok) a klikatým údolím Hlubočep, do Vltavy ústí na jejím řkm 58,9 zleva u hlubočepského předmostí Barrandovského mostu, podchodem od smyčky tramvají Hlubočepy. Délka toku je 13,5 km. Část toku Dalejského potoka v dolní části Prokopského údolí bývá někdy chybně nazývána jako Prokopský potok.
Na úseku 0–12,72 km je správcem toku Odbor ochrany prostředí pražského magistrátu (OOP MHMP), na úseku 12,75–13,5 km, tedy v mimopražském úseku, ZVHS Praha (Zemědělská vodohospodářská správa).
Průtok při měření v roce 1999: 10 litrů/s.
V roce 1999 byla naměřena IV. třída znečištění, potok byl silně lokálně znečišťován fekáliemi i průmyslem, přestože protéká chráněným územím (přírodní park Prokopské a Dalejské údolí). Důsledkem jsou vyšší obsahy polyaromatických sloučenin, PCB a nepolárních látek v sedimentech. V květnu 2005 až červenci 2006 proběhla v Hlubočepích revitalizace potoka.
Na horní části toku nachází naučná stezka, údolími prochází několik turistických značených cest -  1011,  3063 a  6079. Údolí představují území relativně nenarušené přírody, Dalejský potok je proto oblíbeným cílem vycházek. U severního okraje Řeporyj je nedaleko potoka skanzen středověkého městečka Řepora.

## Základní údaje
Pramen: nedaleko západního okraje Prahy, jižně od obce Chrášťany, v okrese Praha-západ.
Délka toku: 13,5 km
Velikost povodí: 134,85 km2 (podle jiného zdroje 39,79 km2)

## Přítoky
- na 9,6 km zprava Jinočanský potok, teče z Jinočan do Řeporyj, délka asi 3,1 km. Úsek 0,0–1,5 ve správě MHMP, úsek 1,5–3,1 ve správě ZVHS Praha. (Praha 13) Rozloha povodí 5,84 km².
  - do Jinočanského potoka na jeho 1,2 km zprava Mirešický potok, délka 1,0 km. (Praha 13)
- na 9,1 km zprava bezejmenný přítok DAP9L, délka 0,2 km. (Praha 13)
- na 8,8 km zprava Ořešský potok, délka 1,4 km, rozloha povodí 1,79 km². (Praha 13)
- na 6,5 km zprava Holyňský potok, délka 0,8 km, rozloha povodí 0,73 km². (Praha 5)
- na 6,1 km zprava bezejmenný přítok od DUN, délka 0,6 km. (Praha 5)
- na 4,9 km zprava Klukovický potok, délka 1,1 km, rozloha povodí 1,41 km². (Praha 5)
- na 4,6 km zleva Prokopský potok (Stodůlecký potok), teče údolím Centrálního parku ve Stodůlkách přes dvě nádrže, přes nádrž u Malé Ohrady a Novou Ves v horní části Prokopského údolí (nad Novou Vsí zleva Jinonický potok od Butovic), délka 4,3 km, rozloha povodí 8,78 km². (Praha 5, Praha 13)
  - do Prokopského potoka na jeho 1,4 km zleva Jinonický potok, délka 2,2 km, rozloha povodí 3,46 km². (Praha 5)

## Mlýny
Mlýny jsou seřazeny po směru toku potoka.
- Trunečkův mlýn – Řeporyje, Mládkova, původní č.p. 25, ruiny
- Mlýn Rohlov – Holyně, č.p. 20
- Horův mlýn – Klukovice, č.p. 301, ruiny, Kulturní památka
- Dalejský mlýn – Jinonice, Prokopské údolí, původní č.p. 257, zbořen
- Michnův mlýn – Hlubočepy, původní č.p. 1, zbořen
- Hlubočepský mlýn – Hlubočepy, Hlubočepská, původní č.p. 20, zanikl
- Červený mlýn – Zlíchov-Křenkov, původní č.p. 209, zanikl